# The Freedom Sessions
Albums de Sarah McLachlan
Fumbling Towards Ecstasy
(1993) Rarities, B-Sides and Other Stuff
(1996)
The Freedom Sessions est un album de Sarah McLachlan sorti en 1994, produit et arrangé par Pierre Marchand, édité par Nettwerk.
L'album a été distribué sous deux versions : la version standard et une enhanced version avec des bonus sur CD-ROM (interviews et vidéos).

## Liste des pistes
Toutes les chansons sont de McLachan, sauf mention contraire.
1. Elsewhere
2. Plenty
3. Mary
4. Good Enough
5. Hold On
6. Ice Cream
7. Ice
8. Ol' 55 (Tom Waits)

## Musiciens
- Sarah McLachlan - Chant, guitares acoustique et électrique, piano, claviers
- Luke Doucet - Guitare acoustique, guitare slide
- David Sinclair - Guitare acoustique
- Pierre Marchand - Basse, orchestration, programmation de batterie, percussions, chœurs
- Brian Minato - Basse
- David Kershaw - Basse, Piano, Orgue Hammond
- Camille Henderson - Chœurs
- Ashwin Sood - Batterie, Djembe